# Bojan Boštjančič
Bojan Boštjančič, slovenski fizik in politik, * 15. februar 1962.
stokovnjak za telekomunikacije (IJS)
Med 12. septembrom 2002 in 30. aprilom 2003 je bil državni sekretar Republike Slovenije na Ministrstvu za informacijsko družbo Republike Slovenije.